# Orio al Serio
Orio al Serio é uma comuna italiana da região da Lombardia, província de Bérgamo, com cerca de 1.489 habitantes. Estende-se por uma área de 3 km², tendo uma densidade populacional de 496 hab/km². Faz fronteira com Azzano San Paolo, Bergamo, Grassobbio, Seriate, Zanica.

## Demografia
| Variação demográfica do município entre 1861 e 2011                               |
|                                                                                   |
| Fonte: Istituto Nazionale di Statistica (ISTAT) - Elaboração gráfica da Wikipedia |